# Union fédéraliste des communautés européennes
 (septembre 2016).
Améliorez-le ou discutez des points à vérifier. 
L'Union fédéraliste des communautés européennes (en abrégé UFCE ; en anglais : Federal Union of European Nationalities, FUEN) est une organisation non gouvernementale (ONG) internationale basée à Flensbourg (Allemagne).
Elle est douée du statut participatif auprès du Conseil de l'Europe depuis 1989 et auprès de l'Organisation des Nations unies (ONU) depuis 1995.

## Historique
Fondée en 1949 en France, sous le nom "Union fédéraliste des communautés et régions européennes" avec pour premier secrétaire le Breton Joseph Martray, l'organisation prend en 1956 le nom "Union fédéraliste des communautés ethniques européennes".
Sans en être le successeur officiel, elle continue les travaux du "Congrès des nationalités européennes" (1925-1939) ayant eu pour revue le mensuel Nation und Staat.
La revue bimestrielle Europa Ethnica (de), dont elle s'est séparée depuis plus de 10 ans pour divergences, aurait repris la numérotation du mensuel marque de droite du Congrès des nationalités, Nation und Staat, publié de septembre 1927 à septembre 1944.

## Organisations membres
L'UFCE compte :
- 44 organisations ou partis membres titulaires, dont trois (Südtiroler Volkspartei, Union démocrate magyare de Roumanie, Parti de la communauté hongroise de Slovaquie) sont par ailleurs membres du Parti populaire européen et comptent tant des députés européens que des élus nationaux et infranationaux, et au moins 2 autres (Union slovène d'Italie, Alliance des Magyars de Voïvodine) comptent des élus soit nationaux soit régionaux et locaux ;
- 40 membres observateurs (liste ci-dessous à compléter, membres observateurs en italique[4]).

Au total, il y a parmi les 44 organisations membres titulaires 12 associations de minorités allemandes d'Europe centrale, orientale et de l'ex-Union des républiques socialistes soviétiques (URSS), et 6 associations de minorités non allemandes (Frisons, Danois, Polonais, Roms, Sorabes) en Allemagne et 2 en Autriche (Croates, Slovènes). Les deux autres pays comptant un nombre important d'organisations membres sont la Hongrie (Roumains, Allemands, Slovaques et Croates) et la Russie (Allemands, Balkars, Karachaïs, Grecs).

### Allemagne
- Société frisonne (Friisk Foriining)
- Association des Frisons du Nord
- Association du Schleswig du Sud
- Domowina sorabe
- Union des Polonais en Allemagne
- Conseil central des Sinté et des Roms d'Allemagne

### Autriche
- Conseil des Slovènes de Carinthie
- Association culturelle croate du Burgenland
- Union culturelle des Roms autrichiens

### Danemark
- Union des Allemands du Schleswig du Nord

### France
L'institut Culturel de Bretagne - Skol Uhel ar Vro est membre depuis le 9 septembre 2023.
Aucun des principaux partis régionalistes français (de centre-droit et de centre-gauche), regroupés au sein de la fédération Régions et peuples solidaires et de l'Alliance libre européenne, n'adhère, comme membre effectif ou observateur, à l'UFCE. 
- Comité d'action régionale de Bretagne
- Parti pour l'organisation de la Bretagne libre (POBL) (disparition en 2000)
- Elsass-Lothringischer Volksbund
- Cercle Michel de Swaen (Flamands)

### Grèce
- Vinozhito (Macédoniens)

### Hongrie
- Association culturelle des Roumains de Hongrie
- Administration nationale autonome des Allemands de Hongrie

### Italie
- Südtiroler Volkspartei (SVP, parti populaire du Tyrol du Sud, membre du Parti populaire européen et allié au Parti démocrate)
- Union générale des ladins des Dolomites
- Union slovène (parti fédéré avec La Marguerite dans la région du Frioul-Vénétie Julienne)

### Roumanie
- Communauté des Aroumains de Roumanie
- Union démocrate magyare de Roumanie (membre du Parti populaire européen)

### Serbie
- Alliance des Magyars de Voïvodine

### Slovaquie
- Parti de la communauté hongroise de Slovaquie (SMK-MKP, membre du Parti populaire européen)[6]

### Suisse
- Ligue romanche

### Tchéquie
- Union nationale des Allemands de Bohême, Moravie et Silésie (Landesversammlung der Deutschen in Böhmen, Mähren und Schlesien)

## Dirigeants
| Nom                          | dates de mandat |
| ---------------------------- | --------------- |
| Charles Plisnier             | 1949-1954       |
| Dr. W. Kok                   | 1954-1957       |
| Hans Graf von Matuschka (de) | 1957-1959       |
| Hans Schmidt                 | 1959-1963       |
| Svend Johannsen (de)         | 1963-1967       |
| Severino Caveri              | 1967-1969       |
| Friedl Volgger (de)          | 1969-1973       |
| Hans Ronald Jørgensen        | 1973-1977       |
| Karl Mitterdorfer (de)       | 1977-1982       |
| Reginald Vospernik (de)      | 1982 -1986      |
| Pierre Lemoine               | 1986-1990       |
| Karl Mitterdorfer (de)       | 1990-1994       |
| Christoph Pan (de)           | 1994 -1996      |
| Romedi Arquint (de)          | 1996-2007       |
| Hans Heinrich Hansen (de)    | 2007-2016       |

## Polémiques
Tirant les leçons du passé, elle n'accepte en son sein que les organisations ayant renoncé au terrorisme ou au séparatisme.
La FUEV affirme que l'appartenance à une minorité relève de la volonté individuelle. Selon une note de 1961 du ministère allemand des Affaires étrangères, elle crée des tensions ethniques là où aucune différence n'existait auparavant[réf. à confirmer].
Selon Lionel Boissou[Qui ?], la F.U.E.V. aurait rédigé et proposé le Projet de Charte européenne des langues minoritaires adoptée par le Conseil de l'Europe, dans l'optique d'imposer une Europe régionalisée sur base ethnique.
Elle plaide également pour la mise en place de citoyennetés régionales (Michel Ebner, député européen du PPE au congrès UFCE 2003).

## Financement
Elle est financée essentiellement par les cotisations de ses membres et avec l'aide de plusieurs organismes ou gouvernements : le ministère allemand de l'Intérieur, divers Lander d'Allemagne et d'Autriche, la région Trentin-Haut-Adige, et pour une cotisation de principe par la fondation Hermann Niermann (de), créée en 1977 à Düsseldorf dans un but ethniciste et qui finance également de nombreuses autres organisations ayant les mêmes buts.